# Othinosmia monilifera
Othinosmia monilifera là một loài Hymenoptera trong họ Megachilidae. Loài này được Cockerell mô tả khoa học năm 1932.